# 20便士硬幣
20便士硬幣（英語：twenty pence）是英鎊硬幣的一種。和50便士硬幣一樣，20便士硬幣也是一個等邊七邊形。硬幣正面有英國女王伊麗莎白二世肖像，於2015年設計。2014年3月時，估計有27.65億枚20便士硬幣流通，價值5.53025億英鎊。

## 外部連結
- Royal Mint – 20p coin（页面存档备份，存于）
- Coins of the UK – Decimal 20p Coin（页面存档备份，存于）
- Coins from United Kingdom: Twenty Pence | Online Coin Club（页面存档备份，存于）